# Agnès Armengol i Altayó
Agnès Armengol i Altayó   (Sabadell, 1852 - Sabadell, 30 de gener de 1934) va ser una escriptora, pianista, compositora i promotora de la participació de les dones en el moviment catalanista.

## Biografia
Filla d'una família de fabricants tèxtils, va aprendre les primeres lletres al col·legi de les Escolàpies de Sabadell i després continuà els estudis a Barcelona i a l’internat occità Pension Catalane, de Castres. En aquests anys es formà en educació musical i començà a manifestar els seus dots d'escriptora i de música i compositora.
Notable pianista, signava les seves primeres composicions musicals amb el pseudònim de Graziel·la, inspirada en el nom d'una de les seves obres preferides, la novel·la romàntica Graziella (1849), d'Alphonse de Lamartine. Amb aquest nom es presentà a diversos concursos musicals, on obtingué alguns premis. És recordada especialment per Suspirs, que fou premiada en un concurs musical de Chicago l’any 1893.
Publicà alguns poemes en diverses revistes de Sabadell i Barcelona, com Lo Catalanista, Revista de Sabadell o La Llumanera de Nova York, i diferents escrits en defensa de la llengua, la cultura i les tradicions catalanes. Amb aquest esperit, va escriure el poemari Cant a la senyera per a l'Orfeó de Sabadell, el poema Rosari antic (recull de la vida, els costums i les tradicions de Catalunya) i va contribuir a ressuscitar el Ball del Ciri i la Dansa de Castellterçol.
Va morir a Sabadell als vuitanta-dos anys i el seu enterrament va constituir a Sabadell una manifestació de dol popular. El Fons Agnès Armengol i Altayó és a la Fundació Bosch i Cardellach de Sabadell. Un carrer de la ciutat i una escola porten avui el seu nom.

## Obres
- Lays
- Ramell de Semprevives (poesies) Agnès Armengol i Altayó, a Feminal, núm. 122, de 24 de juny de 1917

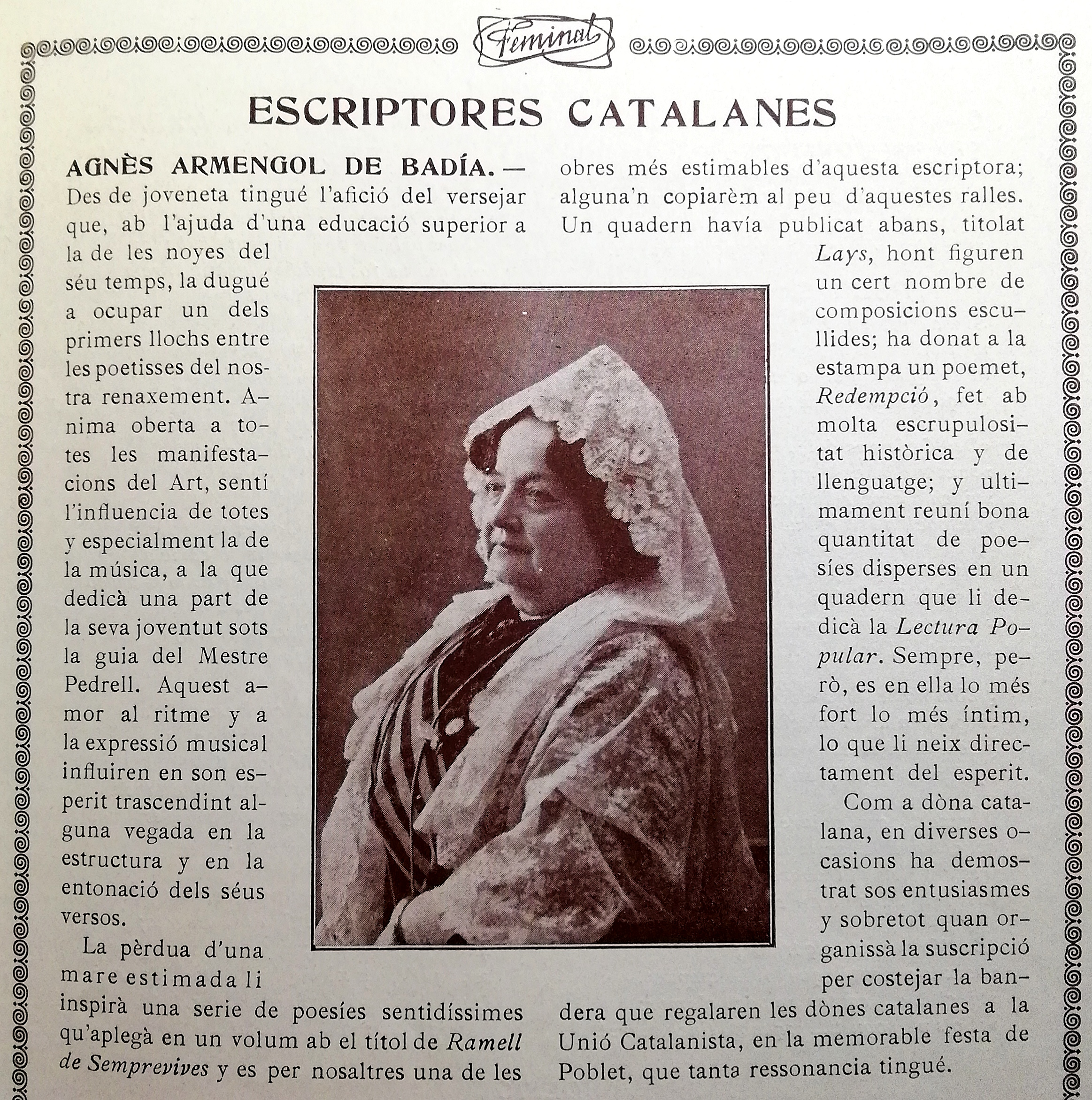
Agnès Armengol i Altayó, a Feminal, núm. 122, de 24 de juny de 1917

- 1912. Redempció. Il·lustració Catalana. Col·lecció Feminals.
- 1925. Sabadellenques i altres poesies. Sabadell: Biblioteca Sabadellenca, 3.
- 1925. Redempció. Sabadell: Biblioteca Sabadellenca, 4.
- 1926. Els dies clars. Sabadell: Biblioteca Sabadellenca, 7.
- 1926. Rosari antic. Tradicions i records. Sabadell: Biblioteca Sabadellenca, 10.

Poemes presentats als Jocs Florals de Barcelona
- 1893. Montanyana. 2n accèssit a la Flor Natural.[8]
- Agnès Armengol de Badia1919. Al Montserrat.
- 1919. Na Marió.
- 1926. San Josep.
- 1927. La bona masovera.

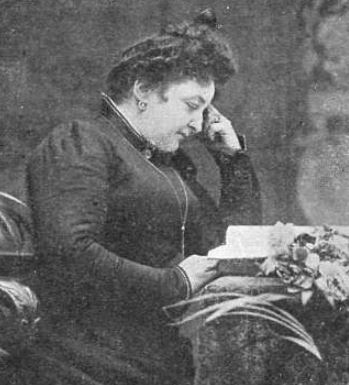
Agnès Armengol de Badia

- 1927. La nit i la diada de San Joan.

Obra musical
- Le Jasmin (1873)
- Le Noyer (1873)
- L’heure du mystere (1873)
- A toi, les sanges de bonheur (1873)
- Chant du soir (1875). Obra per a quartet de violí, violoncel, piano i harmònium
- Ballet Impromptée (1876). Obra per a piano a quatre mans
- Composicions (1876). Obres per a veu i piano
- Impromptus (1877). Obres per a piano.
- Suspirs (1877). Obra per a veu i piano.
- A une marguerite des champs (1877).
- Vora la mar (1877). Barcarola per a veu i piano
- Ah! qui podrà oblidar ton cel de festa. (1879). Obra per a veu i piano
- Cantar. Obra per a veu i piano
- Regret! Obra per a piano
- Goigs a la Mare de Déu de la Salut (1882). Obra per a solista i cor
- Cançons per a Infants (1928). Obres per a veu i piano